# Parsau
Parsau – miejscowość i gmina w Niemczech, w kraju związkowym Dolna Saksonia, w powiecie Gifhorn, wchodzi w skład gminy zbiorowej Brome.